# Terre commune
Pour plus de détails, voir Fiche technique et Distribution.
Terre commune (Common Clay) est un film de procès américain réalisé par Victor Fleming, sorti en 1930.

## Synopsis
Une jeune servante est séduite par le maître de maison, qui ne veut que profiter d'elle du fait de sa classe social inférieure. Elle tombe enceinte et cherche à faire reconnaître l'enfant devant les tribunaux mais sa famille la traite comme si elle était un maître chanteur.

## Fiche technique
- Titre original : Common Clay
- Titre français : Terre commune
- Réalisation : Victor Fleming
- Scénario : Jules Furthman d'après la pièce de Cleves Kinkead
- Direction artistique : William S. Darling
- Photographie : Glen MacWilliams
- Montage : Irene Morra
- Pays d'origine : États-Unis
- Format : Noir et blanc - Mono
- Genre : drame
- Durée : 89 minutes
- Date de sortie : 1930

## Distribution
- Constance Bennett : Ellen Neal
- Lew Ayres : Hugh Fullerton
- Tully Marshall : W. H. Yates
- Matty Kemp (en) : Arthur Coakley
- Purnell Pratt : Richard Fullerton
- Beryl Mercer : Mme Neal
- Charles McNaughton : Edwards
- Hale Hamilton : Juge Samuel Filson
- William B. Davidson : Juge sympathique (non crédité)
- Lloyd Ingraham : Juge Blake (non crédité)
- Lee Phelps : Bailiff (non crédité)